# Saint-Mathias-sur-Richelieu
Saint-Mathias-sur-Richelieu est une municipalité du Québec située dans la MRC de Rouville en Montérégie.

## Toponymie
Saint-Mathias-sur-Richelieu est ainsi baptisée en mémoire de l'apôtre Mathias.

## Histoire
À l'époque de la Nouvelle-France, le lieu était dénommé "Pointe-à-Olivier" ou "Pointe-Olivier".
« À l'époque de la fondation de la paroisse de L'Immaculée-Conception-de-la-Pointe-à-Olivier en 1739, le territoire était identifié sous le nom de Pointe-à-Olivier ou Pointe-Olivier, depuis environ 1700. Le peu de dévotion qui animait les paroissiens à l'endroit de saint Olivier entraîne, en 1809, le remplacement de cet hagionyme par Saint-Mathias, choix de monseigneur Plessis. Sur le plan municipal, la municipalité de Saint-Mathias-de-Chambly voit le jour en 1845. Abolie en 1847, cette municipalité se verra substituer celle de Saint-Mathias en 1855, que les Mathiassois transforment en Saint-Mathias-sur-Richelieu en 1988. »
Le 4 août 1747, le commandant du fort Chambly, le capitaine Claude Hertel de Beaulac, mourut à Pointe-à-Olivier.

## Géographie
La municipalité est située à l'extrémité ouest de la MRC de Rouville. La rivière Richelieu en délimite le nord-ouest coulant vers le nord-est. Le bassin de Chambly en délimite le sud-ouest.
La rivière des Hurons la traverse de l'est vers le sud-ouest jusqu'à son embouchure dans le bassin de Chambly.
Son artère principale est le « Chemin des Patriotes » (Route 133).

## Démographie
| 1991  | 1996  | 2001  | 2006  | 2011  | 2016  | 2021  |
| ----- | ----- | ----- | ----- | ----- | ----- | ----- |
| 3 553 | 4 014 | 4 149 | 4 506 | 4 618 | 4 531 | 4 544 |

## Administration
Les élections municipales se font en bloc pour le maire et les six conseillers.
| Saint-Mathias-sur-Richelieu Maires depuis 2001                                                                       |                      |         |          |
| Élection | Maire                | Qualité | Résultat |
| 2001 | Clément Giard        |         | Voir     |
| 2005 | Patrice Viens        |         | Voir     |
| 2009 | Yanick Maheu         |         | Voir     |
| ... | Jocelyne G. Deswarte |         | Voir     |
| 2013 | Jocelyne G. Deswarte | Voir    |          |
| 2017 | Jocelyne G. Deswarte | Voir    |          |
| 2021 | Sylvain Casavant     |         | Voir     |
| Élection partielle en italique Depuis 2005, les élections sont simultanées dans toutes les municipalités québécoises |                      |         |          |

## Attraits
Outre le Parc des Voiles et sa marina, l'église Saint-Mathias est la principale attraction touristique de la municipalité.